# Jupiter (canção de Buck-Tick)
"Jupiter" é o sexto single da banda de rock japonesa Buck-Tick, lançado em 30 de outubro de 1991.
A banda Mucc gravou um cover da canção para o álbum de tributo Parade II ~Respective Tracks of Buck-Tick~. No álbum seguinte, Parade III ~Respective Tracks of Buck-Tick~, foi o grupo Sid quem a regravou.

## Produção
O videoclipe de "Jupiter" foi dirigido por Korehisa Fukuda. A música foi composta pelo guitarrista Hidehiko Hoshino, sendo a primeira vez que ele escreve um single da banda. As letras, tanto de "Jupiter" quanto do lado-B "Sakura", foram dedicadas por Atsushi Sakurai à sua mãe, que faleceu no ano anterior.

## Recepção
O single alcançou a oitava posição na Oricon Singles Chart, permaneceu na parada por nove semanas e vendeu 90 mil cópias enquanto esteve na parada.
Sputnikmusic descreveu que "a surpreendente sensação de euforia e profunda melancolia que você sente ao ouvir Kurutta Taiyou definem Jupiter e Sakura".

## Faixas
Todas as letras escritas por Atsushi Sakurai. 
| N.º            | Título            | Música         | Duração |  |
| 1.             | "Jupiter"         | Hoshino        | 4:39    |  |
| 2.             | "Sakura" (さくら) | Imai           | 6:16    |  |
| Duração total: | Duração total:    | Duração total: | 10:55   |  |

## Créditos
- Atsushi Sakurai – vocal
- Hisashi Imai – guitarra solo
- Hidehiko "Hide" Hoshino – guitarra rítmica
- Yutaka "U-ta" Higuchi – baixo
- Yagami Toll – bateria
- Buck-Tick – produção